# 西野町村
西野町村（にしのまちむら）は、かつて愛知県幡豆郡にあった村である。
現在の西尾市の一部（上町・下町・小間町・法光寺町・田貫町など）に該当する。

## 歴史
- 1876年（明治9年） - 上町村、森下村、六ツ家村が合併し、上町村となる。
- 1878年（明治11年） - 小間村、浅井村が合併し、小間村となる。
- 1884年（明治17年） - 田貫村、蒲原新田が合併し、田貫村となる。
- 1889年（明治22年）10月1日 - 上町村、下町村、小間村、法光寺村、田貫村が合併し、西野町村が発足。
- 1906年（明治39年）5月1日 -
  - 西野町村の大部分（上町・下町・小間・法光寺）は、西尾町、大宝村の一部[1]、奥津村の一部（住崎）と合併し、西尾町が発足。同日西野町村は廃止。
  - 西野町村の一部（田貫）は、平坂村、中畑村、及び奥津村 [2]と合併し、平坂村が発足。
- 1953年（昭和28年）12月15日 - 西尾町と平坂町の一部（田貫、中畑、国森、新在家）が合併し市制施行。西尾市となる。